# Kondensor (optik)

Principskiss för kondensorn på ett mikroskop.

En kondensor (från latin condensare, "förtäta", från com-/con-, "tillsammans" och densus, "tjock", "tät" - förr även kallad "kondensator") är en lins eller ett linssystem ingående i ett optiskt system och som har till uppgift att samla divergerande ljusstrålar från en ljuskälla eller punkt. Kondensorer förekommer i exempelvis mikroskop, projektorer, förstoringsapparater och teleskop. I fallet projektorer torde dock en riktigare benämning vara kollimator, då "kondensorn" snarare åstadkommer parallella strålar mot objektet i stället för ett konvergent ljusknippe.
Begreppet "kondensor" används även för anordningar som samlar andra typer av strålar, som exempelvis det elektromagnetiska linssystem som samlar elektronerna till en tunn stråle i ett elektronmikroskop.
Hos ett ljusmikroskop samlar den höj- och sänkbara kondensorn ljuset genom objektet mot objektivet och är placerad direkt under objektbordet. För vanlig ljusfältsmikroskopi används vanligtvis en så kallad "abbekondensor" försedd med irisbländare. För andra typer av mikroskopi förses kondensorn dessutom med olika ringbländare (som mörkfältskondensor för mörkfältsmikroskopi och faskontrastkondensor för faskontrastmikroskopi), vilka kan vara fast monterade eller separat inskjutbara i en speciell skåra på kondensorn.
|  |  |  |